# Bitwa pod Zelą (47 p.n.e.)
Bitwa pod Zelą – starcie zbrojne, mające miejsce w roku 47 p.n.e. w trakcie wojny domowej w Rzymie, między siłami rzymskimi Juliusza Cezara a armią króla Pontu Farnakesa II (97–47 p.n.e.), zakończone zdecydowanym zwycięstwem rzymskim. Błyskawiczna kampania Cezara przeszła do historii opisana trzema słowami w jego liście do przyjaciela: veni, vidi, vici – „przybyłem, zobaczyłem, zwyciężyłem”.

## Sytuacja przed bitwą
Po bitwie pod Farsalos i śmierci Pompejusza w Egipcie, Gajusz Juliusz Cezar przygotowywał się do kampanii w Afryce, by pobić zbierających się tam stronników Pompejusza. Tymczasem, w roku 48 p.n.e., syn króla Pontu Mitrydatesa VI – Farnakes II podbił Kolchidę i Pont i uderzył na Kapadocję i Armenię Mniejszą, którą rządził tetrarcha Galacji Dejotar I Filoromajos. Dejotar zwrócił się o pomoc do Rzymu, którego był klientem. Namiestnik Azji (prowincji rzymskiej) Gnejusz Domicjusz Kalwinus wystosował do Farnakesa ultimatum, które ten nie tylko odrzucił, twierdząc, że jest następcą swego ojca, ale też pobił oddziały Domicjusza, wysłane przeciw niemu. Zdobywszy miasto Amissium, sprzedał do niewoli jego mieszkańców, podobnie jak rzymskich kupców, którzy wpadli w jego ręce (rzymskich urzędników pozabijał).
Domicjusz zawiadomił Cezara, uważając, że sojusznikom należy się pomoc. Cezar ruszył na północ przez Syrię, po drodze spotykając Ariobarzanesa III, byłego króla Kapadocji, zajętej przez Farnakesa, a następnie samego Dejotara, który zwrócił się z osobistą prośbą o pomoc w odzyskaniu królestwa. Farnakes, na wieść o zbliżaniu się rzymskiego wodza, wysłał do niego listy, w których proponował pokój i sugerował, że będzie lepszym klientem, jako że nigdy nie był stronnikiem Pompejusza (w odróżnieniu od Ariobarzanesa i Dejotara).
Król Pontu opóźniał starcie, ponieważ uważał, że Cezar zmuszony będzie rozprawić się z resztą żołnierzy Pompejusza w północnej Afryce i nie mogąc dłużej czekać w końcu opuści Azję. Cezar przejrzał jego plan, miał jednak tylko 1000 weteranów (2 kohorty) z VI legionu, niedoświadczony XXXVI legion i dwa legiony wyszkolone w rzymskim stylu przez Dejotara. Poza tysiącem weteranów, pozostali żołnierze byli niedoświadczeni, i Cezar podjął śmiałą, ale bardzo ryzykowną decyzję, by uderzyć na Farnakesa z tak nieprzygotowaną armią.

## Bitwa

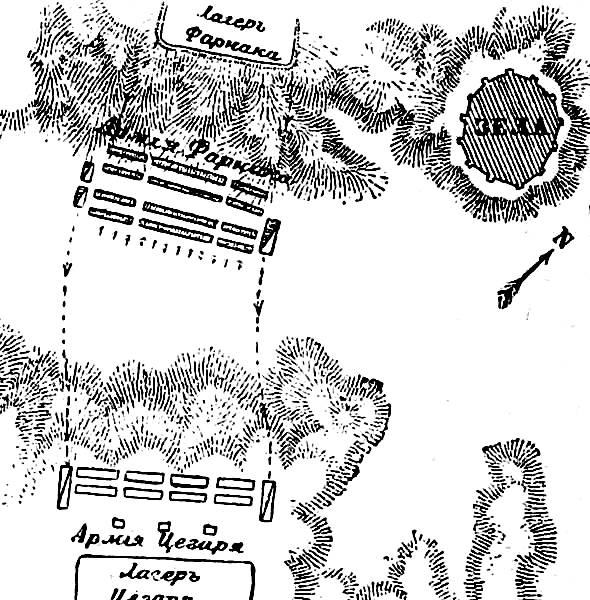
Bitwa pod Zelą (47 p.n.e.)

Farnakes zajął pozycję kilka kilometrów na północ od Zeli, miasta naturalnie obronnego i silnie ufortyfikowanego. Cezar rozłożył się początkowo obozem na południe od Zeli, ok. 8 km od obozu wroga. Zauważywszy jednak, że strome wzgórze, bardzo dogodne do obrony, między miastem a obozem Farnakesa, nie zostało zajęte przez nieprzyjaciela, nocnym marszem minął miasto i zajął tę dominującą pozycję. Legioniści, korzystając z materiałów dostarczonych przez sługi obozowe, rozpoczęli fortyfikowanie silnego rzymskiego obozu. W poprzedniej bitwie ojciec Farnakesa, Mitrydates, wykorzystał właśnie to wzgórze jako element swej zwycięskiej taktyki; Cezar uznał, że zajęcie tej pozycji da mu więc także przewagę morale.
Farnakes wziął sługi noszące materiały budowlane za żołnierzy i postanowił zaskoczyć ich przy pracy. Szybko uformował szyk, zszedł ze swego wzgórza i uderzył na wojska rzymskie. Cezar uznał początkowo, że to tylko próba przeszkodzenia w budowie fortyfikacji lub atak pozorowany, a szturm na strome i naturalnie obronne wzgórze jest niemożliwy. Farnakes uderzał jednak w sile, a jego wojska utrzymały poprawny szyk, mimo trudnego terenu. Wysłana przez Cezara do walki pojedyncza linia piechoty zaczęła się chwiać (poza weteranami z VI legionu na prawym skrzydle). Uzbrojone rydwany, wsparte piechotą, przerwały linię rzymską w centrum. Wódz rzymski, którego prawe skrzydło wojsk było stabilne, poświęcił całą swą energię na uporządkowanie chaosu na lewym skrzydle i kontratak w centrum. Gdy impet natarcia wojsk pontyjskich się wyczerpał, Rzymianie przeszli do natarcia, zepchnęli nieprzyjaciela ze wzgórza i ścigali go, zadając bardzo poważne straty i rozpraszając go. Obóz Farnakesa został zdobyty z marszu i splądrowany.
Ostatecznie Cezar odniósł zwycięstwo pod Zelą, a cała kampania trwała zaledwie 5 dni. Tę wojnę Cezar w liście wysłanym do Amancjusza podsumował trzema słowami: veni, vidi, vici (przybyłem, zobaczyłem, zwyciężyłem). VI legion został w uznaniu zasług wysłany do Rzymu, dwa legiony pozostały na miejscu, by strzec Pontu, oddziały dodatkowe zwolniono, a Cezar pospieszył do Rzymu. Farnakes zginął kilka miesięcy później w walce ze swym szwagrem, Asanderem, który zbuntował się przeciw niemu.